# Služební poměr
Služební poměr je právní vztah mezi zaměstnancem a zaměstnavatelem, kterým je zde stát. Předmětem je pracovní činnost, kterou se státní zaměstnanec zavazuje za plat (nikoliv mzdu) pro zaměstnavatele vykonávat. Upraven je v Česku příslušnými právními předpisy, zejména zákonem o státní službě (č. 234/2014 Sb.) a zákonem o služebním poměru příslušníků bezpečnostních sborů (č. 361/2003 Sb.). Může být uzavřen na dobu neurčitou, případně i na dobu určitou, přičemž po uplynutí této doby končí. Služební poměr zohledňuje určitým způsobem specifické postavení státních zaměstnanců oproti zaměstnancům v běžném pracovněprávním vztahu, resp. pracovním poměru. V tomto vztahu existují různá zákonná omezení zaměstnanců a rovněž také i určitá zvýhodnění (např. se může jednat o zákonem omezené možnosti jeho skončení nebo o specificky upravené odchodné).